# سنت (نقود الولايات المتحدة)
السنت (باللغة الإنجليزية cent أو Penny ورمزه ¢) هو أصغر فئة من فئات نقود الدولار الأمريكي المعدنية وهو يعادل واحد على المئة (0.01) من الدولار الأمريكي. كان أقل وحدة مادية من حيث القيمة الاسمية للعملة الأميركية منذ إلغاء نصف سنت في عام 1857 (العملة المجردة التي لم تُسك قط، وتساوي عُشر سنت، لا تزال تشهد استخداماً محدوداً في مجالات الضرائب والتمويل.
الاسم الرسمي للعملة المعدنية الذي أطلقته دار سك العملة الأمريكية هو "سنت" والاسم الرسمي الذي أطلقته وزارة الخزانة الأمريكية هو "قطعة سنت واحد". يشتق المصطلح العامي "بيني" من العملة البريطانية التي تحمل نفس الاسم، وتحتل مكانة مماثلة في النظام البريطاني. البنسات هو الشكل الجمع (لا ينبغي الخلط بينه وبين البنس، الذي يشير إلى وحدة العملة).
انتج أول سنت أمريكي في عام 1787، صدر السنت بشكل أساسي كعملة نحاسية أو مطلية بالنحاس طوال تاريخه. في عام 1792، أنشأ الكونغرس دار سك العملة الأمريكية، وبدأت في إنتاج العملات المعدنية. في العام نفسه، نص قانون سك العملة لعام 1792 ‏ على أن يُقيم البنس بجزء من مائة من الدولار وأن يحتوي على إحدى عشر بنسًا من النحاس على وجه التحديد. في مارس 1793، وزعت دار سك العملة الأمريكية التي أُنشأت حديثًا في فيلادلفيا أول مجموعة من العملة الأمريكية المتداولة - 11178 سنتًا نحاسيًا.
صدر البنس في شكله الحالي باسم سنت لينكولن، حيث يحمل وجهه صورة الرئيس أبراهام لينكولن منذ عام 1909، الذكرى المئوية لميلاده. من عام 1959 (الذكرى المئوية المائة لميلاد لينكولن) إلى عام 2008، يحمل الوجه الخلفي نصب لينكولن التذكاري. في عام 2009، صدرت أربعة تصميمات مختلفة للوجه الخلفي احتفالاً بالذكرى المئوية الثانية لتأسيس شركة لينكولن، كما قُدم وجه خلفي "دائم" جديد– درع الاتحاد – في عام 2010. العملة المعدنية هي 0.75 بوصة (19.05 ملم) في القطر و 0.0598 بوصة (1.52ملم) في السُمك. يبلغ وزن السنت الحالي المصنوع من النحاس والزنك الذي صدر منذ عام 1982 حوالي 2.5 غرام، في حين وزن السنت السابق المصنوع من النحاس بنسبة 95% الذي لا يزال موجودًا في التداول 3.11 غرام (انظر المزيد أدناه).
في أوائل العقد الثاني من القرن الحادي والعشرين، ارتفع سعر المعدن المستخدم في صنع البنسات إلى تكلفة ملحوظة على دار سك العملة بلغت ذروتها عند أكثر من 2 سنت، وهي قيمة إصدار سلبية للعملة المعدنية بقيمة اسمية تبلغ 0.01 دولار. دفع دار سك العملة إلى البحث مرة أخرى عن معادن بديلة للعملة. بسبب التضخم، فقدت البنسات كل قوتها الشرائية تقريبًا. غالبًا ما يُنظر إليها على أنها عبء باهظ الثمن على الشركات، البنوك، والحكومة (وخاصة دور سك العملة) والجمهور بشكل عام. أدت هذه القضايا إلى زيادة التركيز على مناظرة البنس في الولايات المتحدة. في عام 2025، أعلنت دار سك العملة الأمريكية عن خطة لإنهاء إنتاج البنسات بعد جولة الإنتاج لعام 2026. يظل البنس عملة قانونية ومتداولة، حيث أن سلطة إلغاء أشكال العملة الأميركية تقع على عاتق الكونغرس الأميركي.

### تاريخ التكوين
تنوعت تركيبة البنس بمرور الوقت: 
| السنوات                | المادة                                           | الوزن (بالـgrain) | الوزن (بالغرام) |
| ---------------------- | ------------------------------------------------ | ----------------- | --------------- |
| 1793–1795              | تقريبًا 100٪ نحاس                                 | 208               | 13.48           |
| 1795–1857              | تقريبًا 100٪ نحاس                                 | 168               | 10.89           |
| 1856–1864              | 88٪ نحاس، 12٪ نيكل (يُعرف أيضًا باسم NS-12)        | 72                | 4.67            |
| 1864–1942              | برونز (95٪ نحاس، 5٪ قصدير وزنك)                  | 48                | 3.11            |
| 1943                   | فولاذ مطلي بالزنك (يُعرف أيضًا بـ سنت فولاذي 1943) | 42                | 2.72            |
| 1944–1946              | معدن تذهيب (95٪ نحاس، 5٪ زنك)                    | 48                | 3.11            |
| 1947–1962              | برونز (95٪ نحاس، 5٪ قصدير وزنك)                  | 48                | 3.11            |
| 1962 – سبتمبر 1982     | معدن تذهيب (95٪ نحاس، 5٪ زنك)                    | 48                | 3.11            |
| أكتوبر 1982 – حتى الآن | زنك مطلي بالنحاس (97.5٪ زنك، 2.5٪ نحاس)          | 38.6              | 2.5             |

يعكس تكوين النظائر للعملات المعدنية المبكرة التي امتدت من عام 1828 إلى عام 1843 النحاس من خامات كورنيش من إنجلترا، تعكس العملات المعدنية بعد عام 1850 خامات شبه جزيرة كيويناو ‏، ميشيغان، وهو اكتشاف يتفق مع السجلات التاريخية.
عام 1943، في ذروة الحرب العالمية الثانية، صُنعت سنت فولاذي 1943 لفترة قصيرة بسبب متطلبات الحرب للنحاس. انتج عدد قليل من العملات النحاسية من عام 1943 من القطع النقدية النحاسية المتبقية في الصناديق يعود تاريخها إلى عام 1942. وبالمثل، أُكد وجود بعض العملات الفولاذية الصادرة عام 1944. من عام 1944 إلى عام 1946، دخلت قذائف الذخيرة المستصلحة في عملية سك العملة، لم يكن من غير المألوف رؤية عملات معدنية بها خطوط من النحاس أو ذات لون أغمق بكثير من الإصدارات الأخرى.
خلال أوائل 1970، ارتفع سعر النحاس إلى الحد الذي أصبح فيه السنت الواحد يحتوي على ما يعادل سنتاً واحداً تقريباً من النحاس. دفع الدار إلى اختبار معادن بديلة، بما في ذلك الألومنيوم، والفولاذ المغطى بالبرونز. اختير الألومنيوم، وسُك أكثر من 1.5 مليون عينة من العملة المعدنية المصنوعة من الألومنيوم عام 1974 قبل أن تُرفض في النهاية.
غُير تكوين السنت في عام 1982 لِارتفاع قيمة النحاس في العملة فوق سنت واحد. استخدمت بعض سنتات عام 1982 تركيبة الزنك بنسبة 97.5%، في حين استخدمت سنتات أخرى تركيبة النحاس بنسبة 95%. صُنعت العملات المعدنية الأمريكية التي سُكت بعد عام 1982 من الزنك ومطلية بالنحاس. يمكن التمييز بين العملات البرونزية، النحاسية، والعملات الزنكية الأحدث عن طريق إسقاط العملات المعدنية على سطح صلب، أو عن طريق قلبها في الهواء بإبهامك. تصدر العملات المعدنية التي تتكون في الغالب من الزنك صوتًا منخفض النبرة عند اصطدامها بالسطح، ولا تصدر أي صوت عند قلبها في الهواء؛ بينما تنتج العملات المعدنية النحاسية صوت رنين أعلى درجة. بالإضافة إلى ذلك، تزن لفة كاملة من العملات المعدنية بقيمة 50 سنتًا قبل عامي 1982/1983 ما يصل إلى 5.4 أونصة (150 غ) مقارنة بلفافة ما بعد عامي 1982 و1983 والتي تزن 4.4 أونصة (120 غ).

### التصاميم
مرت العملة المعدنية بالعديد من التصاميم على مدار إطارها الزمني الممتد لمائتي عام. تحمل العملة المعدنية الأصلية التي صنعتها دار سك العملة الأمريكية صورة سيدة الحرية. قُطع تصميم واحد يضم تمثال الحرية بواسطة هنري فويجت ‏، كانت هذه العملات المعدنية تجريبية على الأرجح، ولم تدخل التداول. يُعتقد أن ويليام راسل بيرش هو الفنان الذي رسم تصميم الشعر المتدفق لتمثال الحرية على العملة المعدنية الأصلية المقطوعة. حتى عام 1857 كان حجمها تقريبًا بحجم عملات الدولار الأمريكي الحالية (سوزان ب. أنتوني من خلال الدولارات الحالية). تظهر أدناه تصميمات السنتات المختلفة التي انتجت؛ ويمكن العثور على أرقام سك العملة في أرقام سك العملة في الولايات المتحدة ‏.

#### سنتات كبيرة:
- سلسلة شعر متدفقة 1793
- إكليل الشعر المتدفق 1793
- قبعة الحرية 1793-1796
- تمثال نصفي ملفوف 1796-1807
- الرأس الكلاسيكي 1808-1814
- التاج 1816–1839
- شعر مضفر 1839–1857، 1868 (ليس إصدارًا منتظمًا)

#### سنتات صغيرة:
- سنت النسر الطائر (1856–1858)
- سنت رأس هندي (1859–1909)
- سنت لينكولن (1909 حتى الآن)
  - لينكولن ويت (1909–1958)
  - نصب لنكولن التذكاري (1959–2008)
  - تصميمات عكسية لسيارة لينكولن بايسنتينيال 4 [17] (2009)
  - درع اتحاد لينكولن [18] (2010 حتى الآن)

لم تُختم أي عملات معدنية بقيمة سنت واحد تحمل عام 1815. حُظرت شحنات القطع النحاسية من المملكة المتحدة أثناء حرب عام 1812، واستنفدت إمدادات دار السك في أكتوبر 1814. استأنفت عملات السنت سكها في ديسمبر 1815، على الرغم من أنه ليس من الواضح ما إذا كانت قد خُتمت في عام 1814 أو 1816.

على مدار تاريخها، تميزت عملة لينكولن النقدية بالعديد من الخطوط للتاريخ، لكن معظم الأرقام كانت أرقامًا قديمة الطراز ‏، باستثناء الرقمين 4 و8 اللذين لا يتصاعدان ولا يتنازلان. الاختلاف الوحيد المهم هو أن الرقم 3 الصغير لم يكن تنازليًا (بنفس حجم الرقم 0 أو 1 أو 2) في التاريخ المبكر، قبل التحول إلى الرقم 3 التنازلي الكبير لعام 1934 ثم بشكل دائم (اعتبارًا من 2014) في عام 1943. وبالمثل، كان الرقم 5 صغيرًا وغير تنازلي حتى عام 1945.

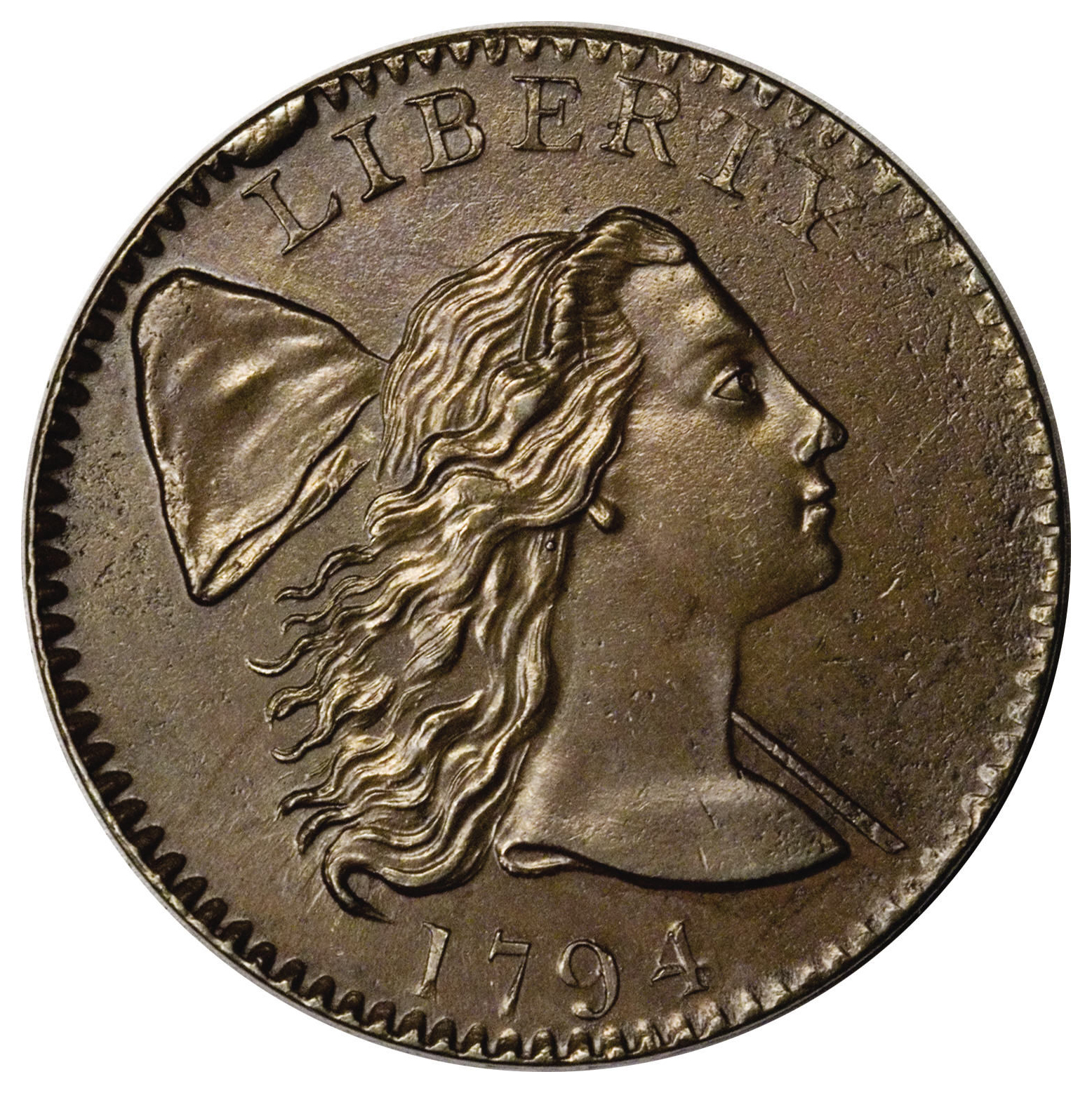
ليبرتي كاب سنت، 1794
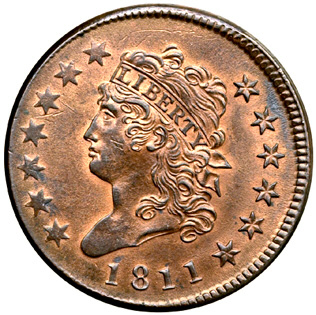
سنت رأس كلاسيكي، 1811
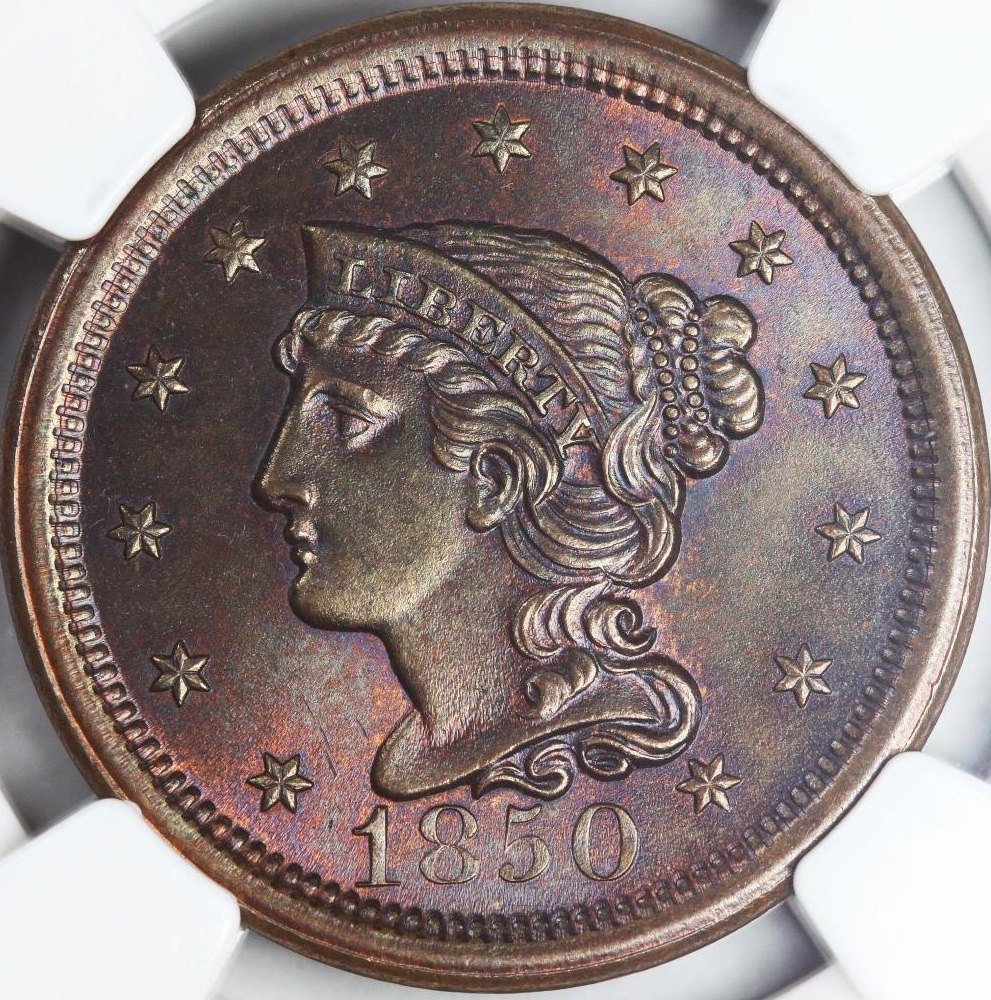
سنت كبير مضفر الشعر، 1850
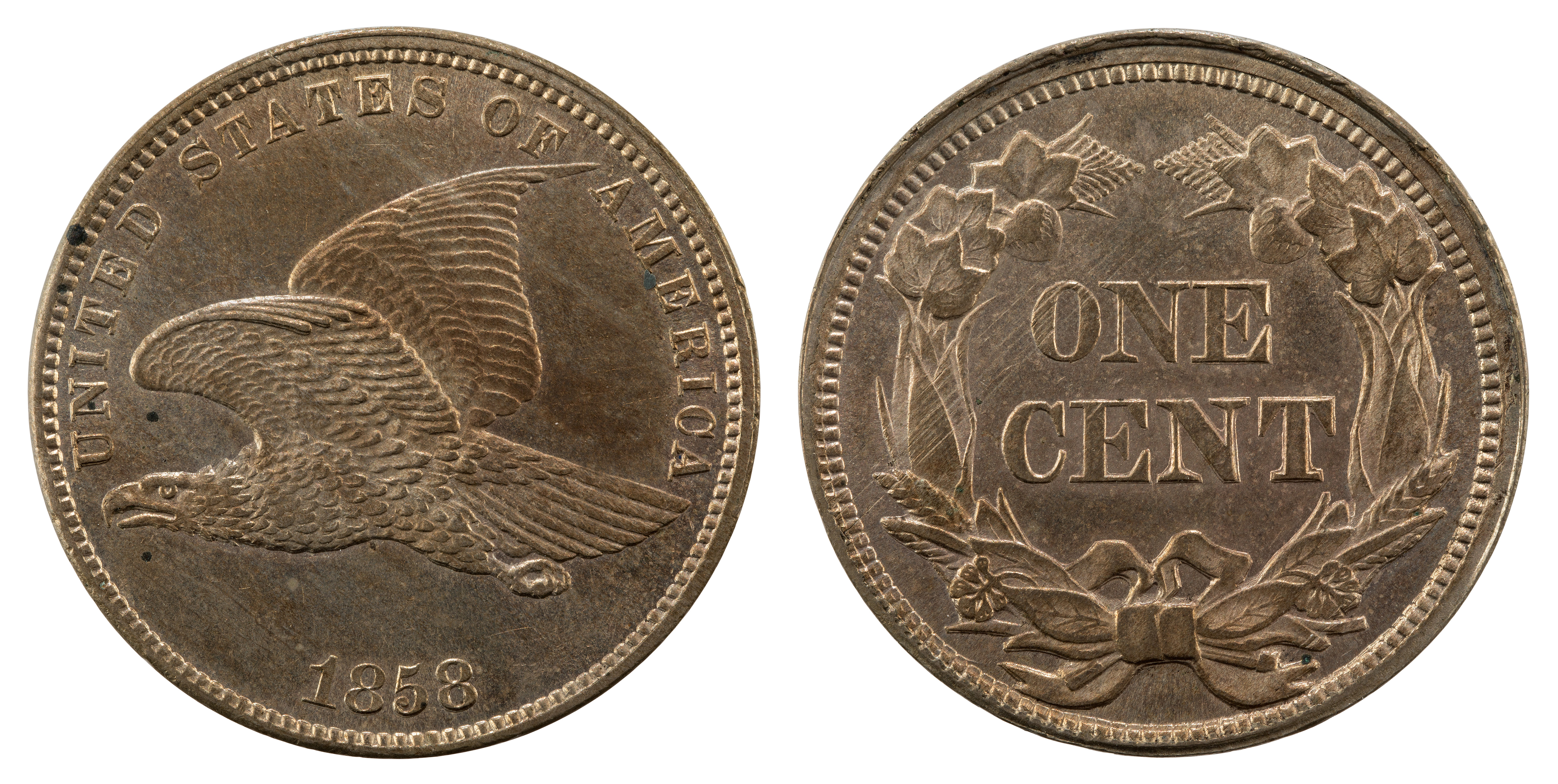
سنت صغير من فئة النسر الطائر، 1858
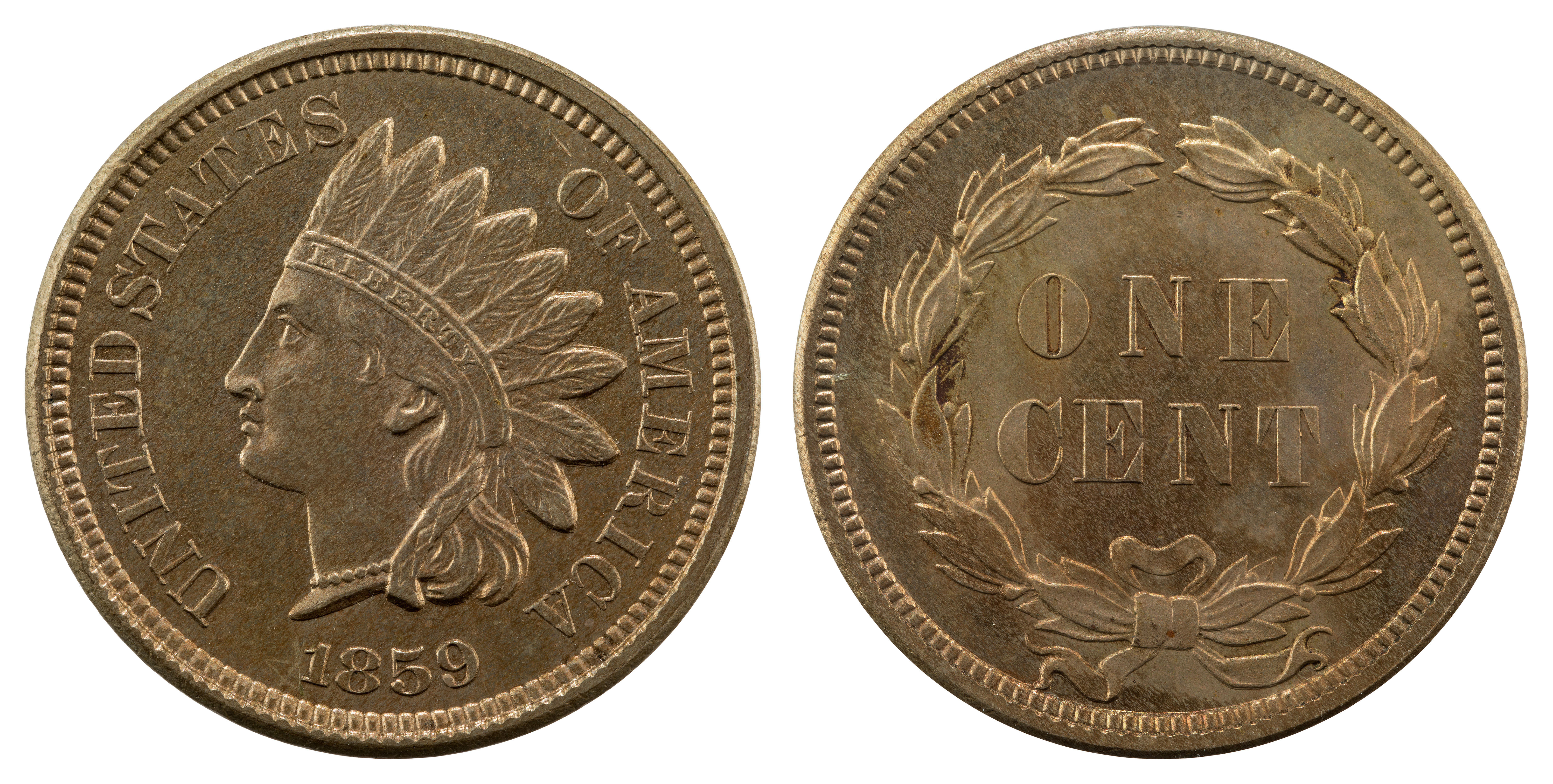
سنت رأس هندي، 1859

#### سنت لينكولن

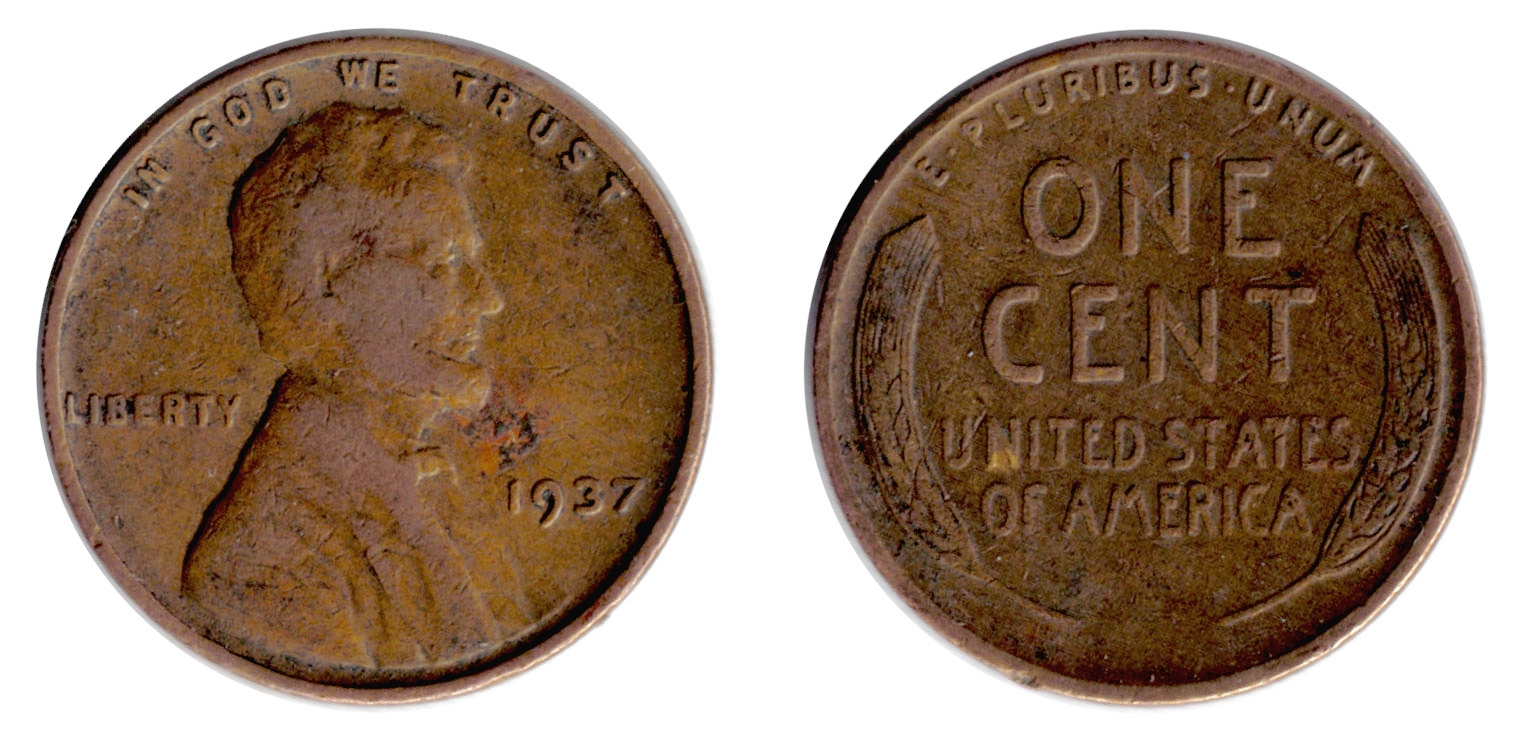
سنت قمح من عام 1937
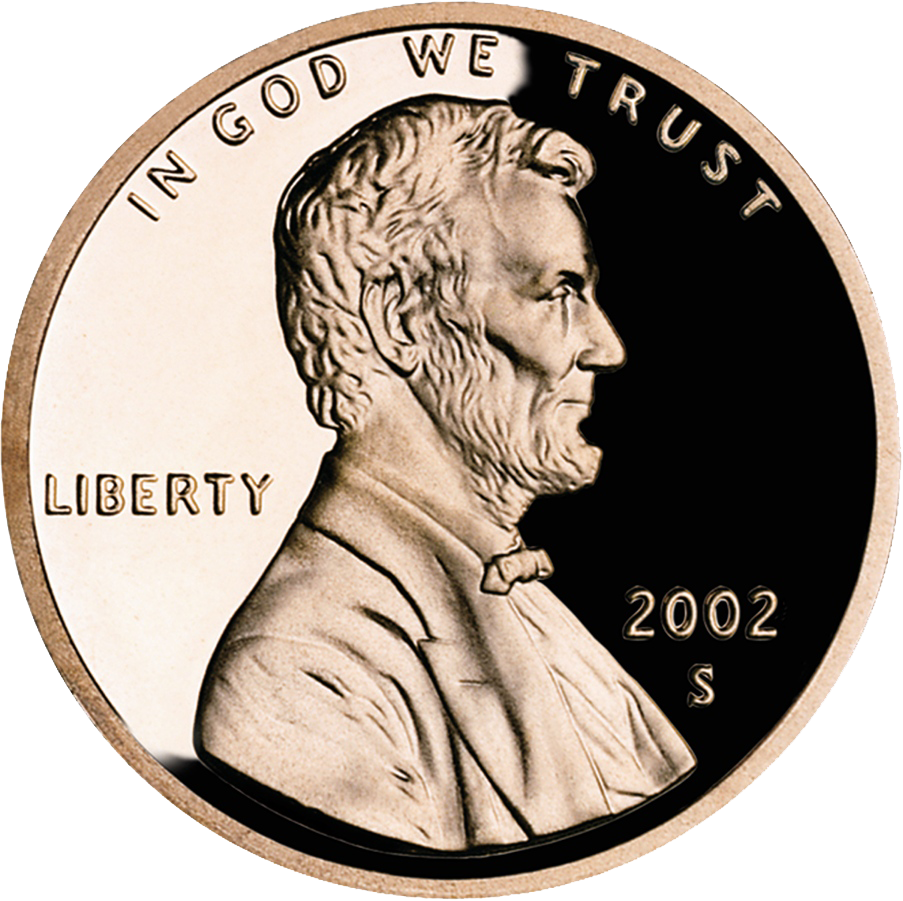
سنت لينكولن منقوش ، الوجه
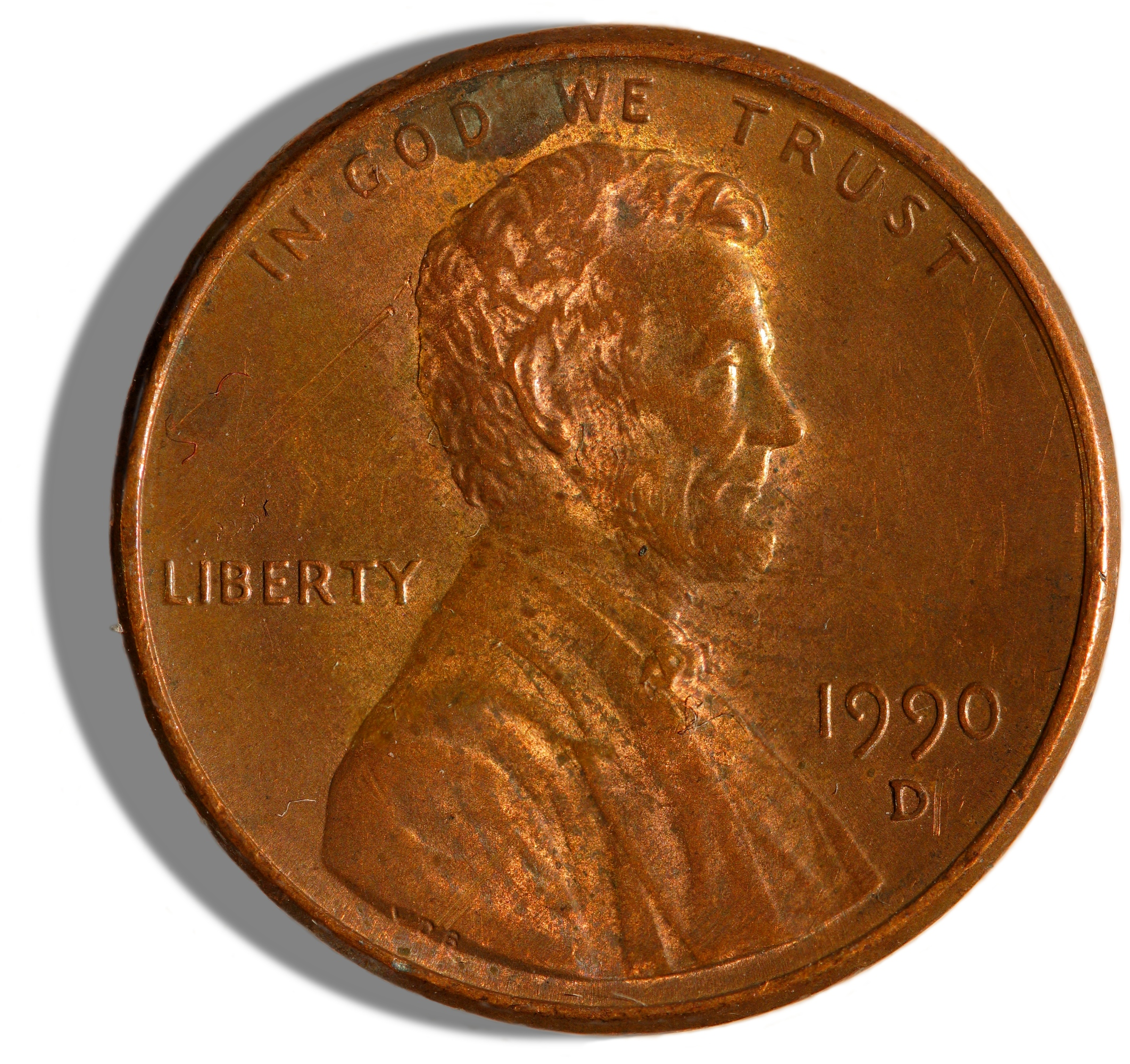
الوجه الأمامي لسنت بعد 17 عامًا من التداول

سنت لينكولن هو العملة الحالية من فئة سنت واحد في الولايات المتحدة الأمريكية، اعتمد في عام 1909 (ليوافق الذكرى المئوية لميلاد لينكولن)، ليحل محل سنت الرأس الهندي. غُير ظهر العملة في عام 1959 من تصميم سيقان القمح إلى تصميم يتضمن نصب لنكولن التذكاري (لإحياء ذكرى مرور 150 عامًا على تولي لنكولن) واستبدل مرة أخرى في عام 2009 بأربعة تصاميم جديدة لإحياء ذكرى مرور 150 عامًا على تولي لنكولن. انتجت المزيد من العملات المعدنية بقيمة سنت واحد أكثر من أي فئة أخرى، مما يجعل سنت لينكولن عنصرًا مألوفًا. صمدت هذه العملة المعدنية طوال عمرها في وجه الحربين العالميتين، إحداهما شهدت تغييراً مؤقتاً في تركيبها كجزء من المجهود الحربي. يعتبر تصميم الوجه الأمامي هو الأطول بين جميع تصميمات العملات الأمريكية المتداولة.

#### تاريخ
عندما ظهرت عملة لينكولن ذات السنت الواحد لأول مرة في عام 1909، شكلت انحرافًا جذريًا عن التصميم المقبول لعملة الولايات المتحدة، كانت أول عملة عادية تحمل صورة أخرى غير الحرية الأسطورية التي ظهرت على معظم العملات العادية قبل عام 1909. في السابق، ساد شعور قوي ضد استخدام الصور الشخصية على العملات المعدنية في الولايات المتحدة، ولكن المشاعر العامة الناجمة عن الاحتفال بالذكرى المئوية لميلاد أبراهام لينكولن أثبتت أنها أقوى من التقليد الطويل الأمد.

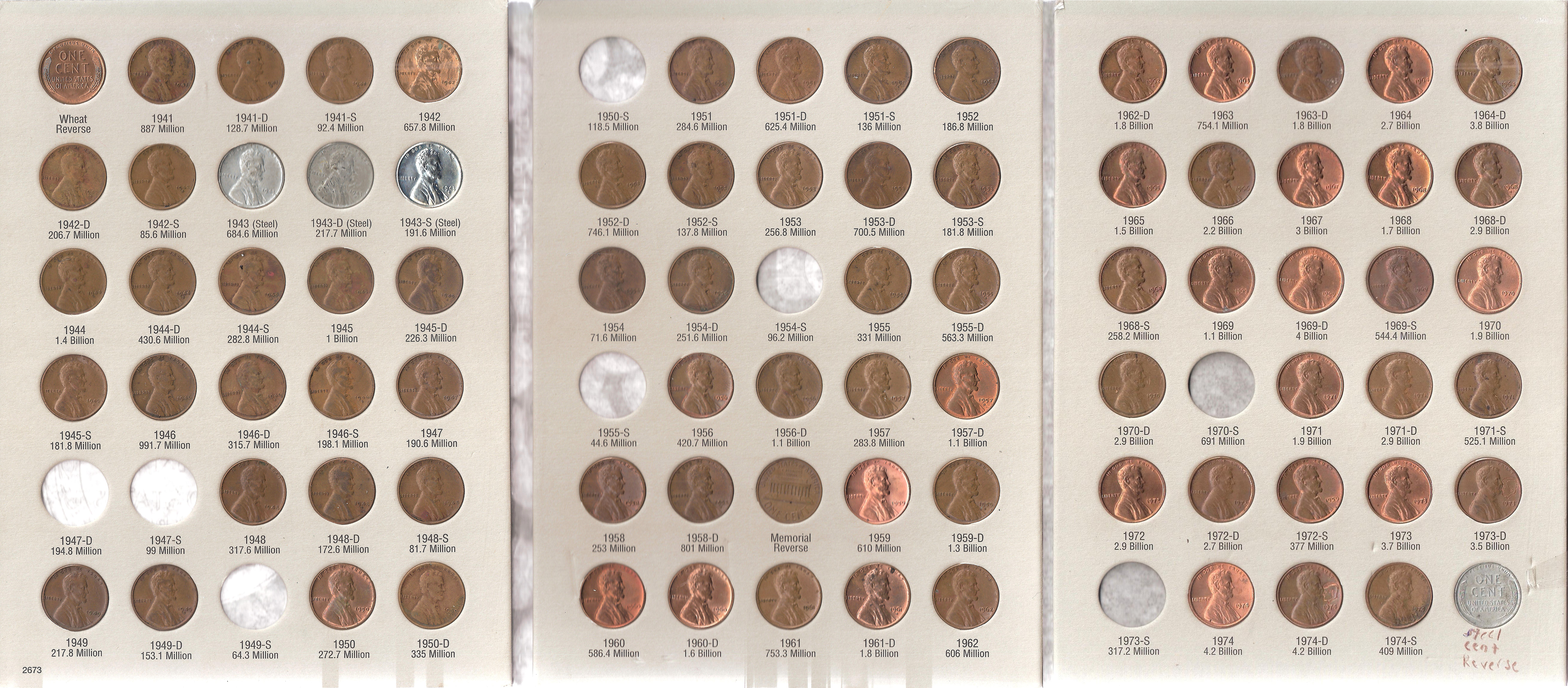
مجموعة من سنتات لينكولن من عام 1941 إلى عام 1974. مجموعة كاملة تقريبًا في مجلد. يحتوي أيضًا على عملتين معدنيتين خاطئتين.

تداولت مجموعة متنوعة من العملات المعدنية الخاصة التي تحمل صورة لينكولن على شكل قطع نقدية بقيمة سنت واحد أثناء رئاسة لينكولن؛ وأصبحت العملات المعدنية المشروعة نادرة أثناء الحرب الأهلية. أثرت هذه الرموز المبكرة على فئة، مظهر، حجم، وتكوين سنتات لينكولن.
يعتقد ثيودور روزفلت، الرئيس 26 للولايات المتحدة، أن العملات المعدنية الأمريكية كانت شائعة وغير ملهمة لدرجة أنه حاول إزالة شعار "نحن نثق في الله" باعتباره يسيء إلى الدين. سنحت الفرصة لروزفلت لالتقاط صورة مع شاب يهودي من مواليد ليتوانيا، هو فيكتور ديفيد برينر، الذي أصبح منذ وصوله إلى الولايات المتحدة قبل تسعة عشر عامًا واحدًا من أبرز الحائزين على الميداليات في البلاد. تعرف روزفلت على مواهب برينر في أحد المساكن في الجانب الشرقي السفلي من مدينة نيويورك، وأعجب على الفور بالنقش البارز الذي صنعه برينر للينكولن، استنادًا إلى صورة فوتوغرافية التقطها ماثيو برادي. روزفلت، الذي اعتبر لينكولن منقذ الاتحاد وأعظم رئيس جمهوري، والذي اعتبر نفسه أيضًا الوريث السياسي للينكولن، أمر بأن يعتمد سنت لينكولن الجديد على عمل برينر وأن يُصدر في الوقت المناسب للاحتفال بعيد ميلاد لينكولن المائة في عام 1909. إن صورة الرئيس لينكولن الموجودة على وجه العملة المعدنية هي نسخة معدلة من لوحة أنشأها برينر قبل عدة سنوات التي وصلت إلى انتباه الرئيس روزفلت في نيويورك.
بالإضافة إلى العناصر المنصوص عليها على العملات المعدنية الأمريكية- الحرية والتاريخ- ظهر شعار "نحن نثق في الله" لأول مرة على عملة معدنية من هذه الفئة. أقر الكونغرس الأمريكي قانون 3 مارس 1865، الذي يسمح باستخدام هذا الشعار على العملات الأمريكية، أثناء فترة تولي لينكولن منصبه.
على الرغم من عدم الحاجة إلى تشريع للتصميم الجديد، إلا أن موافقة وزير الخزانة كانت ضرورية لإجراء التغيير. أعطى فرانكلين ماكفيغ موافقته في 14 يوليو/تموز 1909، وبعد أقل من ثلاثة أسابيع، في 2 أغسطس/آب، طُرحت العملة الجديدة للجمهور.

### سنت القمح (1909–1958)
أدت دراسة ثلاثة انقلابات محتملة إلى الموافقة على تصميم بسيط للغاية يحمل اثنين من رؤوس القمح على شكل تذكاري. يوجد في وسط العملة، فئة الولايات المتحدة الأمريكية، بينما ينحني حول الحدود العليا الشعار الوطني، E Pluribus Unum، هو عبارة لاتينية تعني "من بين العديد، واحد".
يحمل النموذج الأصلي اسم برينر على الجانب الخلفي، منحنيًا على طول الحافة أسفل الولايات المتحدة الأمريكية. ومع ذلك، قبل إصدار العملات المعدنية، استبدلت الأحرف الأولى "VDB" لأن المسؤولين في دار سك العملة الأمريكية شعروا أن الاسم بارز للغاية. احتج الكثيرون بعد إصدار العملة المعدنية، على أن الأحرف الأولى بارزة وتقلل من جمال التصميم. بما أن الطلب على العملة كان كبيرا، ولأن إجراء تغيير يتطلب إيقاف الإنتاج، فقد اتخذ القرار بإزالة الأحرف الأولى بالكامل. في عام 1918، وبعد أن هدأ الجدل حول اسم برينر وأحرفه الأولى على الوجه الخلفي، وضعت الأحرف الأولى من اسمه على الوجه الأمامي دون مزيد من الجدل. يمكن العثور عليها في شكل دقيق على حافة التمثال النصفي، أسفل كتف لينكولن مباشرة.
وهكذا في عام 1909، لدى الولايات المتحدة ستة سنتات مختلفة: سنتات رأس الهندي لعامي 1909 و1909-S، أربع عملات لينكولن: 1909 VDB، و1909-S VDB، و1909 و1909-S. في جميع الأحوال، كانت إصدارات فيلادلفيا أكبر بكثير من إصدارات سان فرانسيسكو. في حين أصغر عملة سُكت هي '09-S Indian، فإن '09-S VDB هي تاريخ لينكولن الرئيسي، وبالتالي فهي الأكثر قيمة. يبلغ عدد عملاتها المسكوكة 484000 تمثل 1.7% فقط من عملة VDB العادية.

### سنت لنكولن التذكاري (1959–2008)

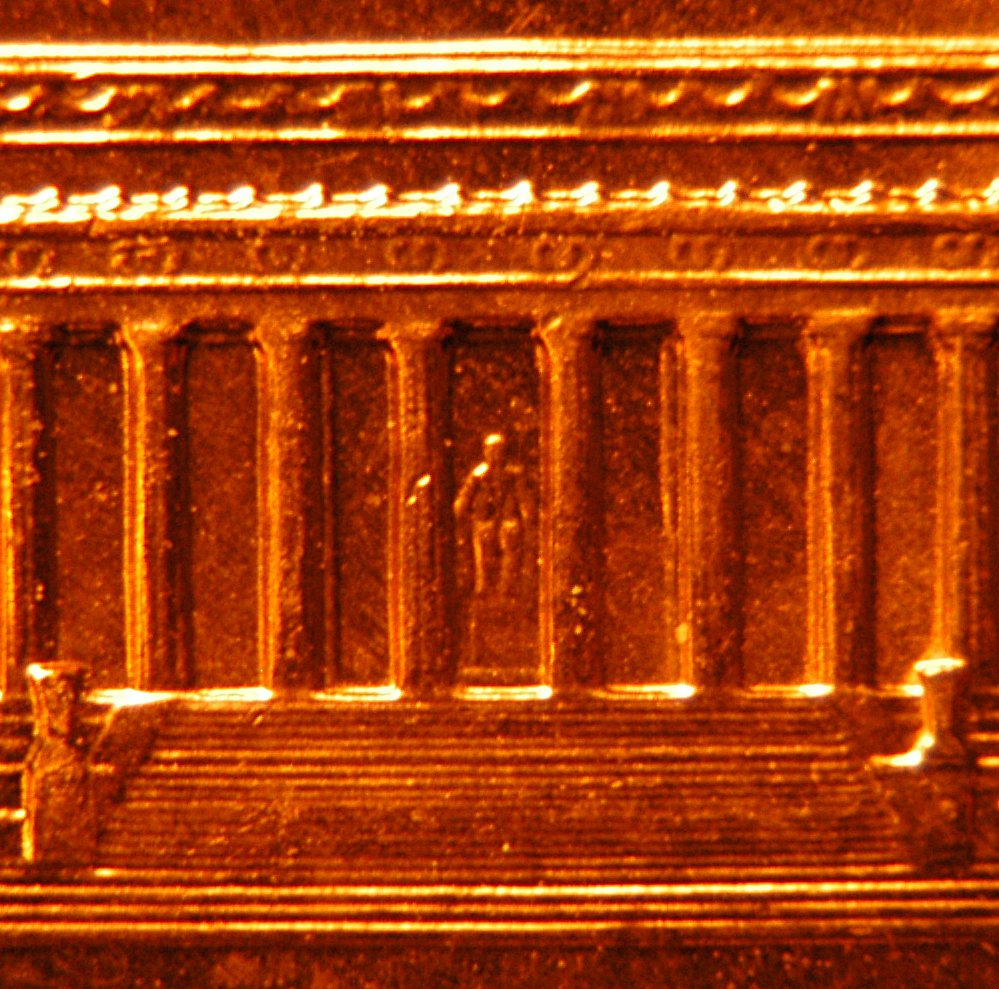
تفاصيل الوجه الخلفي تُظهر تمثال لينكولن داخل النصب التذكاري

في 12 فبراير 1959، قُدم تصميم عكسي منقح كجزء من الذكرى السنوية الـ150 لميلاد لينكولن. لم تُجرى أي مسابقة رسمية. اعد فرانك جاسبارو ‏، مساعد النقاش في دار سك العملة في فيلادلفيا، المشاركة الفائزة، التي اختيرت من بين مجموعة مكونة من 23 نموذجًا طُلب من موظفي النقش في دار سك العملة تقديمها للنظر فيها. مرة أخرى، كان الحصول على موافقة وزير الخزانة فقط ضروريًا لإجراء التغيير لأن التصميم كان قيد الاستخدام لأكثر من 25 عامًا المطلوبة. يوفر نصب لنكولن التذكاري الرخامي المهيب الزخرفة المركزية، مع النقوش E Pluribus Unum وUNITED STATES OF AMERICA التي تكمل التصميم، جنبًا إلى جنب مع الفئة. تَظهر الأحرف الأولى "FG" على اليمين، بالقرب من الشجيرات. تتميز هذه السلسلة بوجود صورة أبراهام لينكولن على الوجه الأمامي والخلفي، يمكن تمييز صورته في وسط النصب التذكاري على الوجه الخلفي.

### سنتات لينكولن المئوية الثانية (2009)
نص قانون العملة الرئاسية بقيمة دولار واحد لعام 2005 على ضرورة إعادة تصميم الوجه الخلفي للعملة في عام 2009. أدى ذلك إلى سك أربع عملات معدنية مختلفة تُصور مشاهد من حياة أبراهام لنكولن تكريمًا للذكرى المئوية الثانية لميلاده.
كُشف عن هذه التصاميم الأربعة في 22 سبتمبر 2008، في حفل أقيم في نصب لنكولن التذكاري في ناشيونال مول في واشنطن العاصمة، وهي:
- الميلاد والطفولة المبكرة في كنتاكي: يتميز هذا التصميم بكابينة خشبية  [لغات أخرى]‏ وسنة ميلاد لينكولن 1809. صُمم من قِبل ريتشارد ماسترز ونحته جيم ليكاريترز. طُرح هذا السنت للتداول في الذكرى المئوية الثانية لميلاد لينكولن، 12 فبراير 2009، في حفل خاص في مدرسة مقاطعة لارو الثانوية  [لغات أخرى]‏ في هودجنفيل، كنتاكي ، مسقط رأس لينكولن.[23] حجم سك العملة منخفضًا للغاية مقارنة بالسنوات السابقة (انظر أرقام سك العملة النقدية من سنت لينكولن  [لغات أخرى]‏). وسمي بـ "Log Cabin Penny".
- سنوات التكوين في ولاية إنديانا: يَظهر هذا التصميم لينكولن الشاب وهو يقرأ أثناء أخذ استراحة من تقسيم السكك الحديدية. صُمم ونُحت على يد تشارلز فيكرز. سُمي بـ "إنديانا بيني"، وصدر في 14 مايو 2009.[24]
- الحياة المهنية في إلينوي: يَظهر هذا التصميم الشاب المحترف لينكولن وهو يقف أمام مبنى الكابيتول في ولاية إلينوي  [لغات أخرى]‏، في سبرينغفيلد. صُمم من قِبل جويل ايسكويتز  [لغات أخرى]‏ ونحته دون إيفيرهارت. سُمي بـ "إيلينوي بيني"، وصدر في 13 أغسطس 2009.[24]
- الرئاسة في واشنطن العاصمة: يتميز هذا التصميم بقبة الكابيتول  [لغات أخرى]‏ نصف المكتملة. صُمم من قِبل سوزان جامبل ونحته جوزيف مينا. صدر هذا السنت الرابع للعامة في 12 نوفمبر 2009.[24] أصدرت دار سك العملة الأمريكية مجموعات لهواة الجمع تحتوي على هذا التصميم بالنحاس قبل الإطلاق العام لهذا التصميم بالزنك.

هناك سنتات خاصة من عام 2009 ضُربت للبيع في مجموعات لهواة الجمع، تحتوي على محتوى النحاس المعدني الموجود في السنتات التي سُكت في عام 1909 (95% نحاس، 5% قصدير وزنك). احتفظت العملات التي ضُربت للتداول بالتركيبة الطبيعية للنواة الزنكية المطلية بالنحاس.

### سنت درع الاتحاد (2010 حتى الآن)

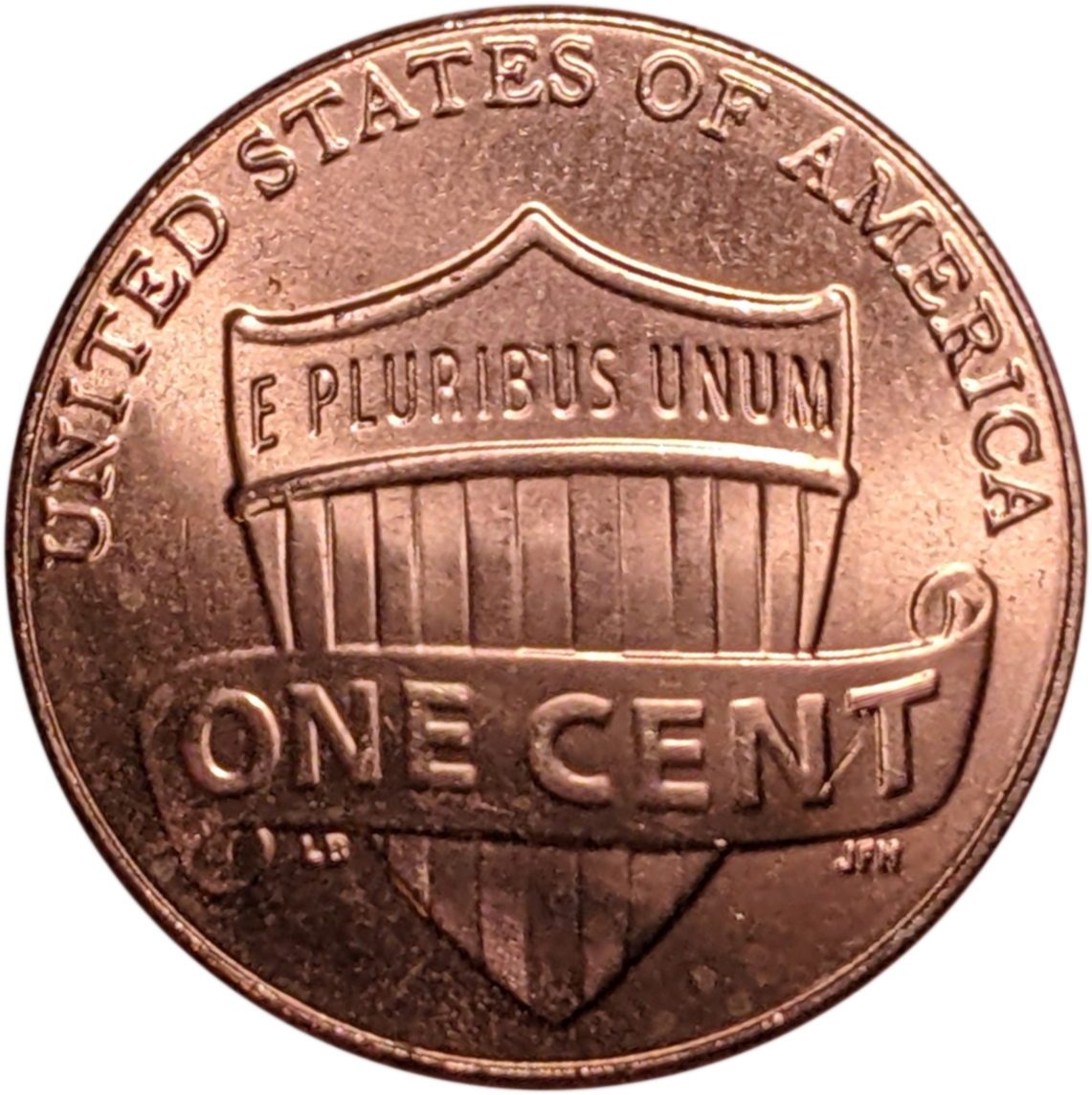
ظهر بنس درع الاتحاد

نص قانون عام 2005 الذي سمح بإعادة تصميم الذكرى المئوية الثانية على أنه سيُسك وجه آخر مُعاد تصميمه لعملة سنت لينكولن "يحمل صورة رمزية للحفاظ على الرئيس لينكولن للولايات المتحدة الأمريكية كدولة واحدة ومتحدة". اتقرح ثمانية عشر تصميمًا لظهر العملة المعدنية لعام 2010. في 16 أبريل 2009، اجتمعت لجنة الفنون الجميلة ‏ واختارت تصميمًا يظهر 13 حزمة قمح مرتبطة ببعضها البعض بحلقة ترمز إلى الوحدة الأمريكية كأمة واحدة. سُحب هذا التصميم لاحقًا لأنه مشابهًا للعملات المعدنية الصادرة في ألمانيا في أعوام 1920. اجتمعت لجنة استشارية لعملات المواطنين ‏ في وقت لاحق واختارت تصميمًا يظهر درع الاتحاد مع ONE CENT متراكبًا في مخطوطة؛ كما صُور E Pluribus Unum أيضًا في الجزء العلوي من الدرع. في يونيو 2009، اجتمعت CFA مرة أخرى واختارت تصميمًا يتضمن نسخة حديثة من العلم الأمريكي. وكجزء من حفل إصدار آخر سنتات 2009 في 12 نوفمبر، أُعلن عن تصميم سنت 2010. كان التصميم الذي اختير هو التصميم الذي اختير سابقًا من قِبل CCAC. وفقًا للدار، فإن الخطوط الثلاثة عشر الموجودة على الدرع "تُمثل الولايات المتحدة المنضمة إلى اتحاد واحد متماسك لدعم الحكومة الفيدرالية، ويمثلها الشريط الأفقي أعلاه". أشارت دار سك العملة أيضًا إلى أن الدرع كان يُستخدم بشكل شائع في اللوحات الموجودة في ممرات الكابيتول التي رسمها قسطنطين بروميدي ‏، وهو فنان في الكابيتول نشط أثناء رئاسة لينكولن.
غُير أيضًا وجه العملة المعدنية إلى نسخة حديثة من تصميم برينر. يحل تصميم درع الاتحاد الجديد محل نصب لينكولن التذكاري المستخدم منذ عام 1959. صُممت العملة المعدنية من قِبل الفنان ليندال باس ونحتها النحات والنقاش جوزيف مينا من دار سك العملة الأمريكية. في يناير 2010، صدرت العملات المعدنية مبكرًا في بورتوريكو؛ السبب في ذلك نقص العملات المعدنية المؤرخة في عام 2009 في الجزيرة. صدر التصميم الجديد في حفل أقيم في مكتبة أبراهام لينكولن الرئاسية في سبرينجفيلد، إلينوي في 11 فبراير 2010. في عام 2017، سُك سنتات من العملة المعدنية التي سُكت في فيلادلفيا بعلامة "P" للاحتفال بالذكرى السنوية الـ 225 لتأسيس دار سك العملة الأمريكية. عام 2017 هو العام الوحيد الذي حصلت فيه سنتات فيلادلفيا على علامة دار سك العملة. في عام 2019، سكت دار سك العملة في ويست بوينت بنسات تحمل علامة "W" لأول مرة، التي كانت متوفرة فقط مع مجموعاتها السنوية، مغلفة بشكل منفصل في غلاف بلاستيكي خاص بها. تضمن سنت غير متداول مع مجموعة دار سك العملة غير المتداولة، سنت تجريبي مع مجموعة التجربة، وسنت تجريبي مع مجموعة التجربة الفضية.

### انتقادات للاستخدام المستمر

#### مقترحات للقضاء
اقترح العديد من المعلقين إلغاء البنس كوحدة عملة لعدة أسباب. اعتبارًا من 2024، ويقدر أن هناك حوالي ربع تريليون بنس في التداول، أو أكثر من 700 بنس لكل شخص في الولايات المتحدة. لا ينفق معظم الأميركيين البنسات فعليًا، بل يتلقونها فقط في شكل عملات معدنية ويستمرون في تخزينها في المنزل، أو ربما يعيدونها إلى البنك للحصول على عملات ذات فئات أعلى، أو يصرفونها في أكشاك عد العملات المعدنية. معظم آلات البيع الحديثة لا تقبل البنسات، مما يقلل من فائدتها. بالإضافة إلى ذلك، تجاوزت تكلفة الإنتاج القيمة الاسمية للعملة منذ فترة طويلة، حيث وصلت إلى 3.69 سنتًا في عام 2024.
تحسبًا لنشاط صهر البنسات والنيكل الأمريكي لتحقيق الربح، طبقت دار سك العملة الأمريكية لوائح جديدة في عام 2006 تجرم صهر البنسات والنيكل. وتضع قيودًا على تصدير العملات المعدنية. يمكن معاقبة المخالفين بغرامة تصل إلى 10000 دولار أمريكي، أو السجن لمدة أقصاها خمس سنوات، أو كليهما.
في عامي 2001 و2006، قَدم النائب الأمريكي جيم كولبي (جمهوري) من ولاية أريزونا مشاريع قوانين كان من شأنها أن توقف إنتاج البنسات (في عام 2001، قانون تحديث العطاء القانوني، وفي عام 2006، قانون إصلاح العملة من أجل أمة مجتهدة [COIN]). في عام 2017، قَدم السيناتوران جون ماكين (جمهوري من أريزونا) ومايك إنزي (جمهوري من وايومنغ) مشروع قانون S. 759، قانون تحسين العملة، الابتكار، والادخار الوطني (COINS) لعام 2017، الذي من شأنه أيقاف سك البنس لمدة 10 سنوات ويدرس مسألة ما إذا كان الإنتاج يُمكن أن يتوقف بعد ذلك.
في 9 فبراير 2025، قال الرئيس ترامب إنه أصدر تعليماته إلى سكوت بيسنت، وزير الخزانة، بوقف إنتاج البنس، مشيرًا إلى تكاليف إنتاجه المرتفعة. في 30 أبريل 2025، قدم النائبان ليزا ماكلاين ‏ (جمهورية ميشيغان) وروبرت جارسيا (ديمقراطي من كاليفورنيا) قانون السنتات المشتركة، وهو مشروع قانون يهدف إلى إلغاء معاملات النقود المعدنية لأقرب خمسة سنتات. على الرغم من عدم إقرار أي مشروع قانون حتى الآن، أعلنت وزارة الخزانة الأمريكية في مايو 2025 عن خطة لوقف سك البنس في عام 2026. في بيان لصحيفة واشنطن بوست، أفادت وزارة الخزانة الأمريكية أن آخر العملات المعدنية الفارغة اشتريت من قِبل دار سك العملة الأمريكية، وسيتوقف الانتاج عند استنفاد العملات المعدنية الفارغة الموجودة. لن تؤدي هذه الخطوة إلى إلغاء البنس أو إزالته من التداول.
مؤيدي البنس هم في المقام الأول من هواة جمع العملات المعدنية وجماعة المصالح الخاصة، الأميركيون من أجل السنتات المشتركة ‏، يعتقدون أن البنس مهم رمزيًا، ويعارضون التغييرات التي سيتعين على الشركات إجراءها على الأسعار من خلال تقريب الأسعار.

### محتوى المعدن وتكاليف التصنيع
يرفع سعر المعدن تكلفة تصنيعه بمقدار سنت واحد. لدى وزير الخزانة سلطة تعديل نسبة النحاس والزنك في العملة المعدنية بقيمة سنت واحد إذا لزم الأمر بسبب تقلبات التكلفة. لسنوات عديدة، تجاوزت تكاليف إنتاج وشحن السنتات في دار سك العملة، القيمة الاسمية للعملة (ومع ذلك، تُمتص التكاليف الثابتة والنفقات العامة لدار سك العملة من خلال العملات المتداولة الأخرى). نتيجة لذلك، تخسر وزارة الخزانة الأميركية عشرات الملايين من الدولارات سنويا في إنتاج السنتات. على سبيل المثال، بلغت الخسارة في عام 2013 مبلغ 55 مليون دولار. تزايدت هذه الخسارة، حيث أعلنت وزارة الخزانة الأمريكية عن خسائر بلغت 85.3 مليون دولار على ما يقرب من 3.2 مليار بنس انتجت خلال السنة المالية 2024.
| السنة المالية | 2010 | 2011 | 2012 | 2013 | 2014 | 2015 | 2016 | 2017 | 2018 | 2019 | 2022 | 2024 |
| ------------- | ---- | ---- | ---- | ---- | ---- | ---- | ---- | ---- | ---- | ---- | ---- | ---- |
| التكلفة (سنت) | 1.79 | 2.41 | 2.00 | 1.83 | 1.70 | 1.67 | 1.50 | 1.82 | 2.06 | 1.99 | 2.72 | 3.00 |

عندما وصل النحاس إلى أعلى مستوى قياسي في فبراير 2011، كانت قيمة ذوبان سنت النحاس بنسبة 95% أكثر من ثلاثة أضعاف قيمته الاسمية. اعتبارًا من 21 يناير 2014، احتوى السنت الذي سبق عام 1982 على 2.203 سنتًا من النحاس والزنك، مما يجعله هدفًا جذابًا للصهر من قِبل الأشخاص الذين يرغبون في بيع المعادن لتحقيق الربح. وبالمقارنة، فإن العملات المعدنية المطلية بالزنك والمطلية بالنحاس التي صدرت بعد عام 1982 لها قيمة معدنية تبلغ 0.552 سنتًا فقط. قبل عام 1982، كان التقلب في أسعار النحاس يتسبب بشكل دوري في نقص في العملات الأجنبية، يخزنها الناس لقيمتها المعدنية المفترضة.

### السمية
يعد الزنك، وهو أحد المكونات الرئيسية للعملات المعدنية الأميركية التي سُكت بعد منتصف عام 1982، ساماً بكميات كبيرة. إن ابتلاع مثل هذه العملة المعدنية، وتحتوي على 97.5% من الزنك، يمكن أن يسبب تلفًا في بطانة المعدة بسبب ذوبان أيون الزنك العالي في المعدة الحمضية. العملات المعدنية هي أكثر الأجسام الغريبة التي تُبلع شيوعًا عند الأطفال ولكن يُسمح لها عمومًا بالمرور تلقائيًا ما لم يكن المريض يعاني من أعراض. تعتبر سمية الزنك، تأتي غالبًا في شكل تناول العملات المعدنية الأمريكية التي سُكت بعد عام 1982، قاتلة بشكل شائع للكلاب حيث تسبب فقر الدم الانحلالي الشديد. كما أنها شديدة السمية للببغاوات الأليفة ويمكن أن تكون قاتلة في كثير من الأحيان.